# Mars 2009 en sport
Pour un article plus général, voir 2009 en sport.

## Principaux rendez-vous
- 5 au 23, Baseball : Classique mondiale de baseball.
- 5 au 7, Rugby à sept : Coupe du monde à Dubaï.
- 5 au 8, Tir à l'arc : Championnats de monde de tir en salle à Rzeszow (Pologne).
- 6 : coup d'envoi de la Coupe du monde de ski de vitesse 2009
- 6 au 8, Athlétisme : Championnats d'Europe en salle à Turin.
- 6 au 8, Patinage de vitesse sur piste courte : Championnats du monde à Vienne.
- 6 au 8, Tennis : Premier tour de la Coupe Davis 2009.
- 8 au 15, Cyclisme : Paris-Nice 2009
- 11 au 17, Cyclisme : Tirreno-Adriatico 2009
- 12 au 15, Rallye : Rallye de Chypre 2009
- 12 au 15, Patinage de vitesse : Championnats du monde à Richmond.
- 14 et 15, Patinage de vitesse sur piste courte : Championnats du monde par équipes à Heerenveen.
- 20 : dernière journée de la Coupe du monde de ski acrobatique 2008-2009.
- 20 et 21, Volley-ball : Coupe de la CEV masculine et Challenge Cup masculine, finales à quatre.
- 21, Cyclisme : Milan-San Remo 2009.
- 21, Rugby à XV : Tournoi des Six Nations, cinquième et dernière journée.
- 22 : dernière journée de la Coupe du monde de ski de fond 2008-2009, de la Coupe du monde de snowboard 2008-2009 et de la Coupe du monde de saut à ski 2008-2009
- 23 au 29, Patinage artistique : Championnats du monde à Los Angeles.
- 24, Hockey sur glace : Championnat de France, premier match de la finale
- 25 au 29, Cyclisme : Championnats du monde sur piste à Pruszkow.
- 28, Athlétisme : Championnats du monde de cross-country à Amman.
- 28, Football : Éliminatoires de la Coupe du monde de football 2010.
- 28 et 29, Volley-ball : Ligue des champions féminine de volley-ball, finale à quatre.
- 29, Formule 1 : Grand Prix d'Australie à Melbourne.
- 29 au 5 avril, Gymnastique artistique : Championnats d'Europe à Milan.

## Chronologie

### Samedi28 mars2009
- Hockey sur glace : Les Brûleurs de loups de Grenoble sont champion de France en remportant le 4e match de la finale de la Ligue Magnus 5-1 contre Briançon